# Santuario della Beata Vergine delle Grazie (Curtatone)
Il santuario della Beata Vergine delle Grazie è una chiesa di stile gotico lombardo, dedicata alla Beata Vergine Maria, e
sorge nella piccola frazione di Grazie del comune di Curtatone a 9 km da Mantova.
Edificata su un ampio piazzale, la basilica sovrasta e s'affaccia sulle acque palustri del Mincio creando un'atmosfera suggestiva per le numerose delegazioni di turisti e fedeli devoti alla Madonna. Il santuario ha la dignità di basilica minore.

## Storia

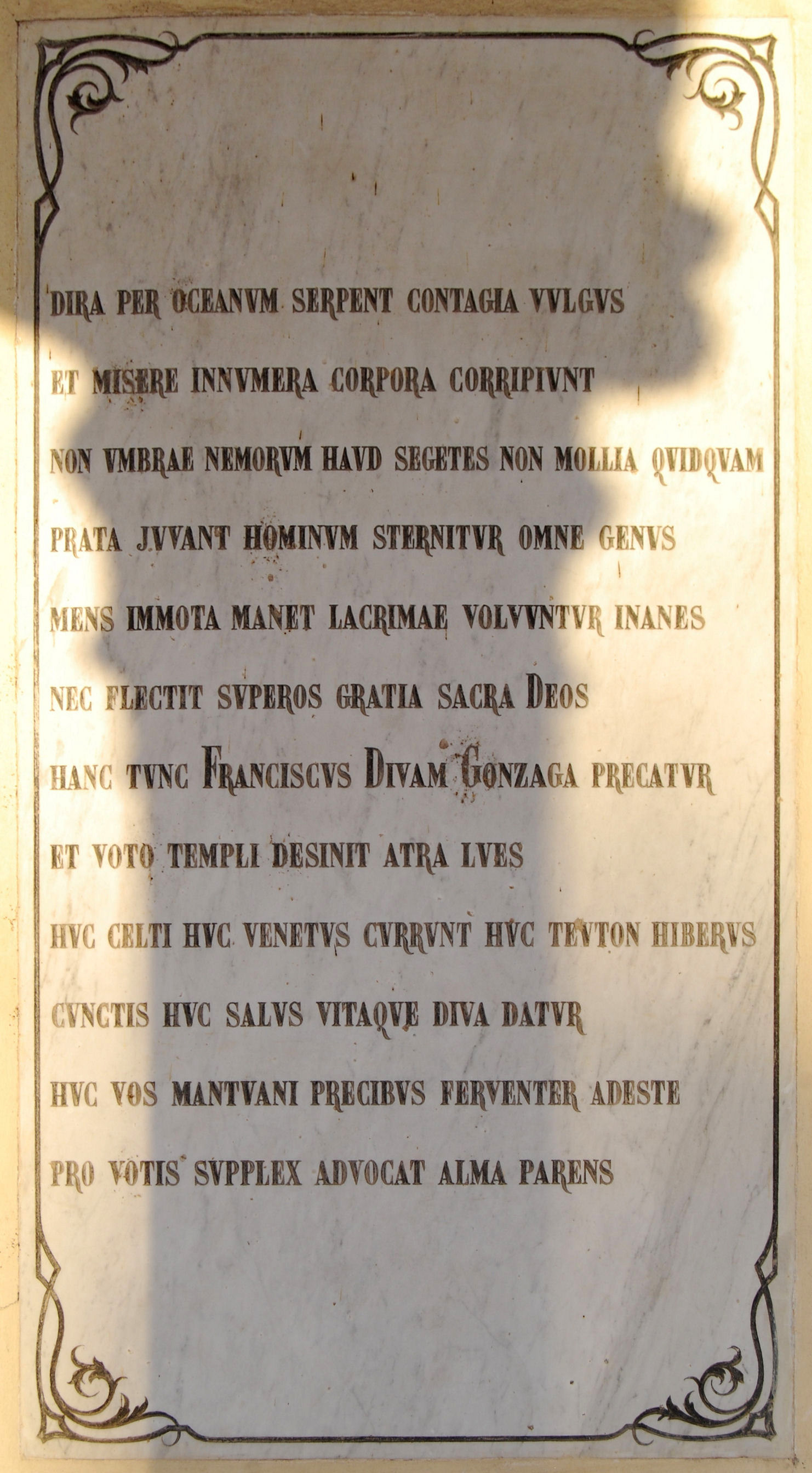
Lapide sulla facciata, voluta da Francesco I Gonzaga per la peste del 1398.

Le origini della chiesa sono da connotare addirittura al 1200; nella località, allora chiamata Prato Lamberto, su un piccolo promontorio emergente da un dedalo di flora e canne lacustri, sorgeva un altarino con l'immagine della Madonna col Bambino a cui i pescatori del lago e i contadini erano particolarmente devoti. La devozione della gente della zona era antica e ben consolidata, in quei tempi l'ambiente lacustre era sì fonte di sostentamento ma anche di lavoro pesante, stenti e malattie, superstizioni e paure, la forza della fede era quindi di conforto e quella cristiana era solo successiva a quella anteriore pagana. Dal piccolo altare, nel corso degli anni, venne edificato un sacello con una cappella votiva per proteggere l'immagine sacra dalle intemperie. Col crescere della struttura architettonica, crebbe anche l'interesse per questa immagine miracolosa, diffondendo la sua fama per tutto il territorio limitrofo.
Verso la fine del XIV secolo, per grazia ricevuta, Francesco Gonzaga fece erigere un tempio alla Madonna che aveva fatto cessare l'epidemia di peste, che aveva colpito i mantovani (questo episodio storico, come il precedente viaggio del Gonzaga in Terra santa è forse da collegare a una scomunica ricevuta). I lavori furono affidati all'architetto Bartolino da Novara, che negli stessi anni progettò a Mantova il Castello di San Giorgio e quello Estense di Ferrara, la costruzione costò ben 30000 scudi d'oro e, a Ferragosto del 1398, la cappella venne consacrata al cospetto del suo committente e dei vescovi di Mantova e Cremona.
Dalla costruzione della basilica i pellegrinaggi verso questo luogo, che assumeva via via popolarità, si intensificarono e assieme alla povera gente dei paesi attorno, nobili, e persino l'imperatore Carlo V d'Asburgo, il papa Pio II e, più tardi, l'imperatore d'Austria Giuseppe II d'Asburgo-Lorena (allora regnante anche nella Lombardia austriaca, di cui Mantova era capitale insieme a Milano) visitarono l'immagine sacra. Iniziarono così tutta una serie di donazioni che apportarono anche alla struttura architettonica originaria delle modificazioni; alcune importanti famiglie mantovane fecero costruire cappelle private per la preghiera annesse al convento o all'interno della chiesa per seppellirci i propri avi. Persino Giulio Romano, su commissione, lavorò nella chiesa delle Grazie, opera sua e della sua scuola sono infatti il Mausoleo Castiglioni ed altri interventi nella sacrestia.
L'immagine conservata nel Santuario della Beata Vergine delle Grazie rappresenta la Madonna detta, nello schema dell'iconografia, "Eleusa"; viene infatti rappresentata con il Bambino tra le braccia che Le tocca leggero il volto.
Il bambino appare paffuto, il viso è rotondo e volge lo sguardo allo spettatore. Gli abiti di diverso colore, si esaltano sul bicolore monotematico del velo di stoffa decorata con rose e galletti in cui è fasciata la Madonna.
Il colore dello sfondo aiuta invece ad esaltare le aureole e le corone che sovrastano i volti ed a focalizzare l'attenzione sugli sguardi -dolce e vispo- della Madonna e del bambino rispettivamente.
L'immagine ha subito nel corso della sua storia diversi rimaneggiamenti e restauri che sono, ad oggi, rilevabili soprattutto a livello di occhi e di mani; le incoerenze tra le diverse tecniche utilizzate lasciano comunque inalterati quei segni identificativi nelle figure capaci di datare l'opera verso fine del Trecento, facendone sicuramente l'opera più primitiva della chiesa.
Si può verosimilmente pensare che questa immagine, pur non essendo stato praticato alcuno studio radiografico che possa verificare questa teoria, sia l'originale che nel 1406 portò alla realizzazione dell'intero santuario a partire dal modesto riparo tra le acque del lago.
Dal 1412 fino alla fine del secolo vennero edificati il convento, la scuola, l'oratorio, la biblioteca, fino a quando nel 1521 sorse attorno al piazzale un portico di 52 arcate per il riparo dei mercanti dato che l'11 agosto 1425 il marchese Federico Gonzaga aveva fatto spostare la “fiera di Porto” iniziando la tradizione della fiera di ferragosto alle Grazie. Le costruzioni grazie alle donazioni e ai lasciti portarono la basilica a un grande complesso con svariati annessi, nel 1642 venne aggiunta nel piazzale una nuova ala di portici ed edificata la sagrestia con un altare. In ultimo, l'ambizioso progetto del 1700 per l'ulteriore espansione del complesso su richiesta della duchessa Anna Isabella Gonzaga di Guastalla, prevedeva l'edificazione di 15 cappelle sulla strada per Mantova, ma non venne mai terminato. Nel 1782 il convento fu chiuso e convertito a ospedale. Iniziò così il declino della Basilica, l'invasione napoleonica privò la collezione di ex voto di buona parte dei suoi tesori e il materiale contenuto nella ricca biblioteca venne disperso o distrutto; nel 1812, infine, venne smantellato buona parte del complesso architettonico.
Durante la Prima guerra d'Indipendenza contro l'Austria del 1848, qui fecero campo le truppe del Granducato di Toscana prima di recarsi alla famosa Battaglia di Curtatone e Montanara. A seguito della Battaglia di Goito del 30 maggio 1848 le truppe del Regno di Sardegna entrarono in paese. Re Carlo Alberto era curioso di visitare il Santuario in quanto intendeva osservare i manichini presenti all'interno. Tuttavia quando l'esercito arrivò all'entrata trovò i portoni chiusi. Si seppe solo in seguito che all'interno del Santuario i cittadini avevano portato circa cento feriti dell'esercito austriaco e che, spaventati, volevano nasconderli alla vista dell'esercito sardo. Il Generale Eusebio Bava motivò il gesto con la "tendenza verso la causa imperiale" degli abitanti del paese.

## La struttura architettonica oggi

### Esterno
Alla struttura originaria gotico lombarda, ancora conservata, sono state aggiunte nel corso del tempo varie appendici architettoniche di stili diversi. Negli anni, alcune di esse sono state distrutte, spesso a seguito di invasioni. Dei quattro chiostri, delle cappelle e degli edifici del complesso originario oggi, infatti, sono rimasti solo il chiostro della Porta e l'ala est.
Il porticato, disposto perpendicolarmente alla facciata della chiesa, è ornato di decorazioni in cotto, lunette affrescate verso la fine del Cinquecento che riportano scene della storia della città e hanno tutti in comune l'immagine della Madonna o suoi eventi miracolosi,
e tredici arcate a tutto sesto, sostenute da colonne.
La facciata è completata in alto da tre pinnacoli; il portale rinascimentale in marmo rosso reca, sull'architrave, la scritta Sacrum Celesti Reginae Dicatum.

### Interno

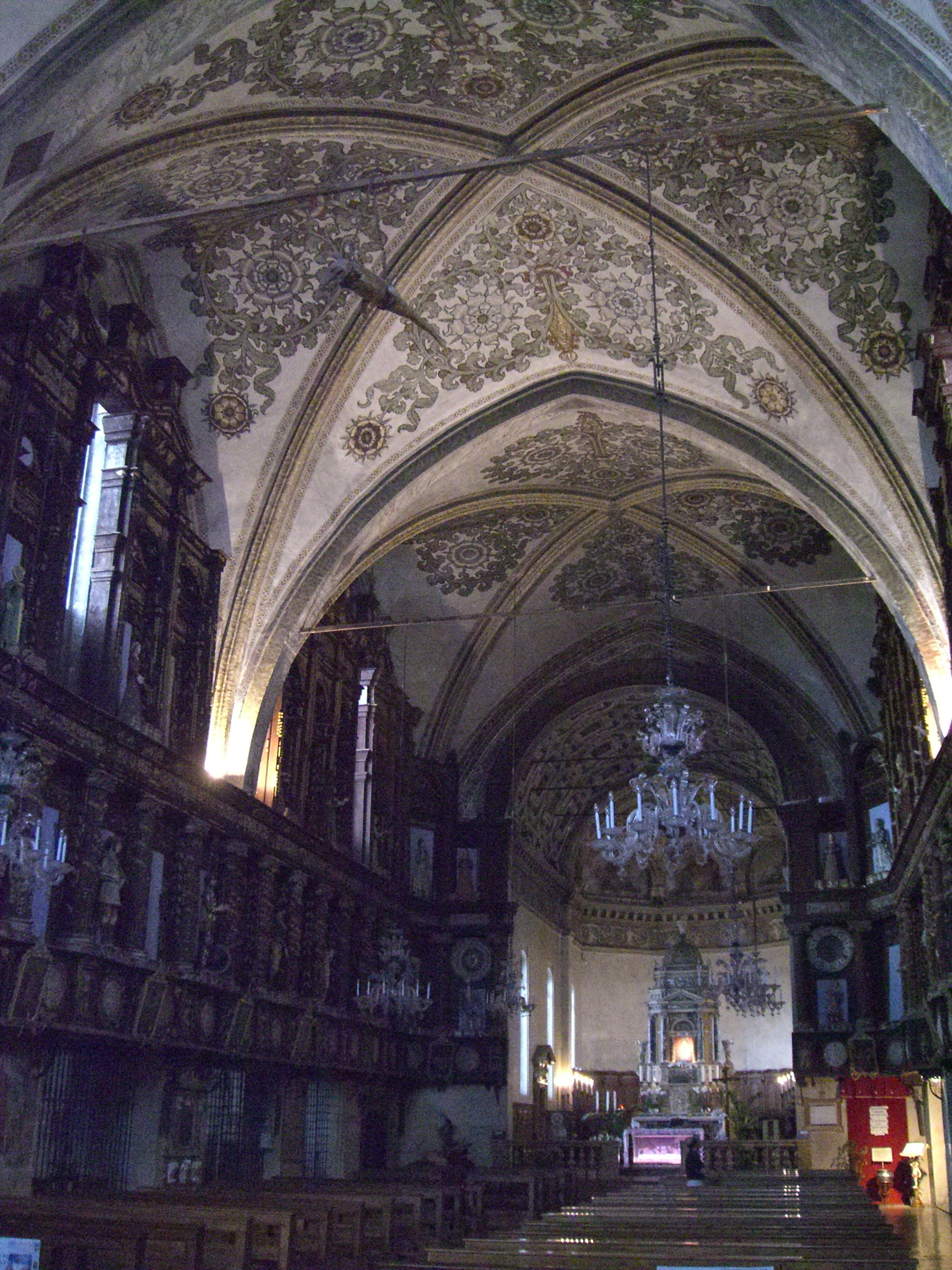
Interno del santuario delle Grazie

L'interno è in stile gotico a unica navata, e il soffitto è a volta a crociera decorato con affreschi floreali. Appena entrati si rimane colpiti dalla ricchezza delle pareti e da un coccodrillo impagliato che penzola dal soffitto, collocato nel Santuario nel XV o nel XVI secolo. La fascia mediana delle pareti della navata è foderata in tutta lunghezza da un'impalcata lignea; prima della sua installazione le pareti della chiesa dovevano essere spoglie e disadorne, come è stato rilevato effettuando degli studi dietro all'impalcata. Ricavate nell'impalcata, ottanta nicchie disposte su due file parallele, ospitavano altrettante statue di grandi dimensioni, simili a manichini, rappresentanti episodi di pericolo scampato per intercessione mariana. Oggi le statue rimaste sono solo circa una quarantina.
Sull'impalcata non c'è parete, colonna, angolo disadorno, decorazioni composte da filari di modellini anatomici in cera occupano infatti il resto delle pareti non occupato dalle statue, disegnando motivi serpentiformi che avvingono le colonne o che seguono gli archi delle nicchie. Si tratta anche in questo caso di ex voto, di modelli rappresentanti cuori, mani, occhi, seni, bubboni pestiferi, che concorrono a offrire allo spettatore un puzzle unico nel suo genere. La ricchezza della chiesa non si esaurisce con l'opulenza delle sue decorazioni parietali ma comprende le prestigiose cappelle ai lati dell'unica grande navata: la prima cappella a destra, entrando dal grande portone di legno scuro, è quella di San Bonaventura con il mausoleo dedicato a Baldassarre Castiglione e alla moglie Ippolita Torelli, progettato da Giulio Romano, e il mausoleo del figlio Camillo Castiglione.
Opera di Giulio Romano e della sua scuola è anche la tela, conservata sempre in questa cappella, raffigurante la Madonna in trono con Bambino e i santi Bonaventura e Francesco d'Assisi. Proseguendo lungo la parete di destra si incontra la cappella della famiglia Bertazzolo con l'opera di Lorenzo Costa Il martirio di S. Lorenzo e la cappella Aliprandi che conserva l'icona lignea composta da una statua di Madonna con Bambino e da pannelli rappresentanti Dio Padre e le sante Elisabetta, Caterina, Anna e Apollonia, opere dell'intagliatore Giovanni Battista Viani e di suo fratello, il pittore Antonio Maria Viani.
Superato l'accesso alla sagrestia, si trova la quarta e ultima cappella della parete destra prima dell'abside, quella dedicata all'immagine della Madonna col Bambino. La cappella Mater Gratiae conserva, oltre all'immagine sacra, le spoglie di Carlo II di Gonzaga-Nevers e della moglie e quadretti votivi di epoca più o meno recente. Sul lato sinistro, nella cappella degli Zimbramonti, di notevole importanza è la pala di San Sebastiano realizzata da Francesco Bonsignori. Quest'opera, un pregevole e raffinato olio su tavola, è stato recentemente ricollocato nel santuario dopo l'esposizione in Palazzo Te in occasione della mostra evento del 2006 “Andrea Mantegna a Mantova 1460-1506”. Gli affreschi delle pareti laterali della cappella sono invece opera di un discepolo di Giulio Romano, Rinaldo Mantovano.

#### Sepolti illustri

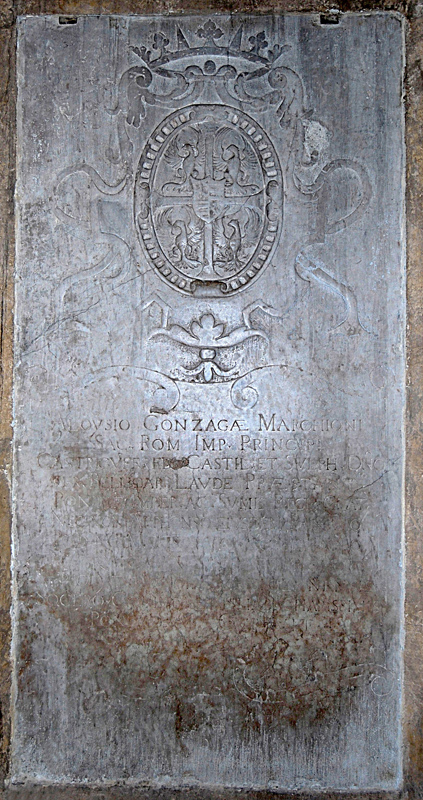
Lapide ad Aloisio e Alfonso Gonzaga

Il santuario fu luogo di sepoltura di altri membri della famiglia Gonzaga:
- A sinistra dell'ingresso è collocata la lapide in marmo bianco posta da Ippolita Maggi a ricordo della sepoltura nel santuario di Aloisio Gonzaga (1549) e del figlio Alfonso (1592), marchesi di Castel Goffredo;[4]
- Carlo Gonzaga (†1456), figlio di Gianfrancesco Gonzaga;[5]
- Maria Gonzaga (†1660), figlia di Francesco IV Gonzaga;[6]
- Carlo di Gonzaga-Nevers (†1631), figlio di Carlo I di Gonzaga-Nevers;[6]
- Giulia Gonzaga (†XVI secolo), figlia di Alfonso Gonzaga;[7]
- Ginevra Gonzaga (†XVI secolo), figlia di Alfonso Gonzaga;[8]
- Ludovico Gonzaga (†1503), figlio di Antonio Gonzaga;[9]
- Ercole Gonzaga (†1603), figlio di Ottavio Gonzaga.[10]

## I manichini
I manichini sono stati realizzati con la tecnica della cartapesta, a grandezza naturale (attribuiti per la maggior parte a Frate Francesco da Acquanegra) e dello stesso povero materiale si pensavano costruiti anche gli indumenti e le armature che li ricoprono e gli elmi e le armi che li finiscono.
La struttura base delle statue è stata realizzata con strati di carta e tela induriti col gesso e dipinti con coloranti e aggiunta di miele nei leganti, ad essa sono state successivamente applicati diversi elementi realizzati con calchi o in alcuni casi in legno per viso mani e piedi (a seconda della posa assunta dal manichino), crine equino per i capelli e ghiande per alcuni particolari, tramite incollaggio.
Per quanto riguarda gli abiti, si è scoperto si trattava di pezzi di cotone tessuto applicati alle statue con ganci, risalenti alla fine dell'Ottocento perché di fabbricazione industriale. Dodici sono le armature che sono state riassemblate dalle varie statue. In realtà, da studi approfonditi si è scoperto che ben sei di queste hanno origine ben più nobile della creduta. Si tratta infatti di armature difensive in stile gotico-italiano realizzate nel 1400, sono completi che rivestivano completamente il cavaliere perché costituiti da vari elementi d'acciaio che andavano componendosi armonicamente assicurando una protezione efficace.
Esempi di armature come queste sono di estrema rarità, se ne possono trovare infatti solo altri undici pezzi in tutto il mondo; per questo ad oggi non sono più esposte nel monastero ma sono state trasferite nel Museo Diocesano Francesco Gonzaga a Mantova. Varie ipotesi sono state formulate circa l'arrivo di armature così prestigiose al monastero, verosimilmente sono state oggetto di dono dei Gonzaga, signori di Mantova, a differenza delle altre più modeste (ma comunque risalenti al 1500) di altra provenienza. Sotto le nicchie sono presenti delle metope (ben leggibili in italiano volgare, ma è possibile nel 1400 fossero scritte in latino) riportanti la grazia ricevuta. A volte i manichini non coincidono con la metopa sottostante segno che nel corso degli anni i primi hanno subito degli spostamenti.
Qui di seguito vengono riportati alcuni esempi:
- metopa dell'impiccato: IO VEGGO E TEMO ANCOR LO STRETTO LACCIO; MA QUANDO PENSO CHE TU L'HAI DISCIOLTO RIBENEDICO IL TUO PIETOSO BRACCIO.
- metopa dell'uomo appeso per le mani: DALLA FUNE, ONDE IN ALTO ERA SOSPESO, VERGINE BENEDETTA IO TE CHIAMAI, LEGGER DIVENNI, E NON RIMASI OFFESO.
- metopa dell'impiccato: INNOCENTE T'IMPLORO E TU SEI PRESTA: QUATTRO VOLTE SI FRANGE IL LACCIO INGIUSTO, PERCHÉ TUA MAN L'ALTRUI FIEREZZA ARRESTA.
- metopa del condannato alla ghigliottina: PER MIO DELITTO CONDANNATO A MORTE, E INVAN DATOMI UN COLPO IL GIUSTIZIERE L'ALTRO SOSTENNE POR TUA DESTRA FORTE.
- metopa del condannato ad essere gettato dentro un pozzo: FUOR D'ESTO POZZO FUSCI LIBERO E SCIOLTO COL GRAVE SASSO, CHE PENDEA DAL COLLO, PERCHÉ FUI DA LE TUE BRACCIA ACCOLTO.
- metopa del guerriero vicino al suo cannone: QUESTA DI FUOCO RAPIDA PROCELLA PER COLEI SOLO NON PROVAI NOCENTE, CHE PUÒ SPEZZAR DI MORTE LE QUADRELLA.

Con il Giubileo del 2000 tutte le statue e l'impalcatura lignea sono stati oggetto di restauro profondo e sono stati risanati (molte statue vertevano in pessime condizioni per colpa del fisiologico depauperamento dei materiali, per la deposizione di cere e pitture a olio nelle epoche successive alla creazione, per problemi strutturali causati da nidi di topi, e in generale per l'incuria in cui erano state abbandonate).

## Il coccodrillo
Presenza del tutto particolare, stupisce il visitatore che entra nel Santuario, un coccodrillo (Crocodilus niloticus) imbalsamato è appeso al soffitto al centro della navata.
Si tratta di un vero e proprio coccodrillo, non un modellino, in tutta la sua interezza che è stato aggiunto nella chiesa nel XV o XVI secolo e che è stato da poco oggetto di restauro. Questa non è l'unica chiesa in cui si può trovare una simile stranezza ma nemmeno l'unico luogo nella provincia di Mantova. Si possono trovare altri due coccodrilli nel Palazzo degli Studi e nella curia della città. Fuori provincia, nella chiesa di Santa Maria delle Vergini a Macerata e al Santuario della Madonna delle Lacrime a Ponte Nossa (BG).

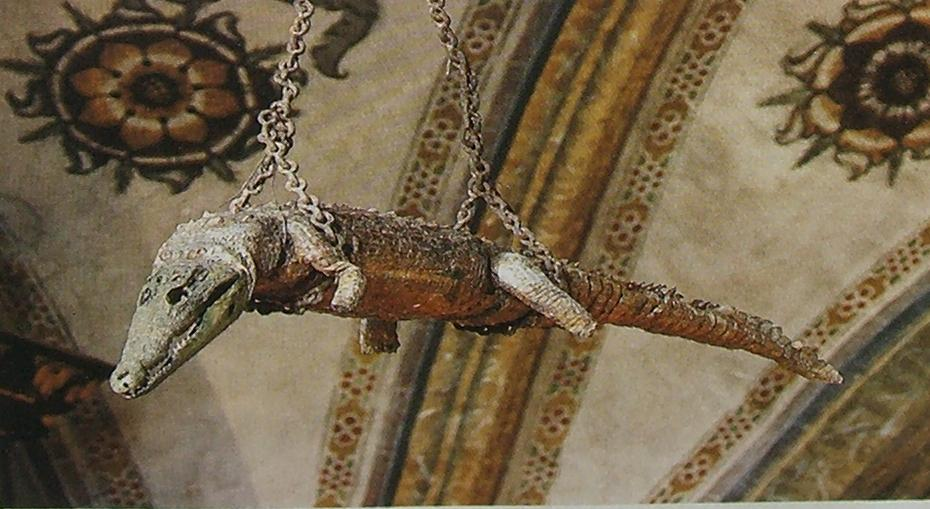
Santuario delle Grazie: dettaglio del coccodrillo

Nell'antichità venivano viste con promiscuità le figure di draghi, coccodrilli o serpi e spesso, in epoca cristiana, venivano associate al male, considerate personificazioni terrene del diavolo, animali che inducono al peccato.
La collocazione di questi animali nelle chiese ha quindi un forte significato simbolico, come furono nelle chiese medievali l'ubicazione di fossili preistorici, quindi, incatenare l'animale in alto, nella volta della chiesa vuol dire renderlo innocuo, bloccare il male che rappresenta e nello stesso tempo esporre un monito concreto per i fedeli contro l'umana predisposizione all'errore.
Legati al coccodrillo “delle Grazie” e alla sua derivazione sono nate diverse leggende e teorie, c'è chi riporta la sua fuga da uno zoo esotico privato di casa Gonzaga, chi ha elaborato racconti più vicini alla natura miracolosa dell'evento: due fratelli barcaioli stavano riposando sulla sponda del fiume, a un tratto uno dei due venne assalito dal coccodrillo. L'altro, chiedendo l'intercessione divina, si armò di coltello e riuscì a uccidere il predatore. Sono stati ipotizzati anche altri significati e collegamenti (anche tra altre strutture architettoniche – simbolismi presenti nella chiesa e i versetti sull'Apocalisse) ben più elaborati si pensano riconducibili ai Francescani Minori Osservanti (guardiani della chiesa proprio durante il secolo in cui venne esposta la reliquia del coccodrillo) e all'alchimia medievale che attuavano.

## Visitatori illustri
- Antipapa Giovanni XXIII nel 1414[12]
- Papa Martino V nel 1419[12]
- Papa Pio II nel 1459-1460[12]
- Papa Clemente VIII nel 1598[13]
- L'imperatore d'Austria Giuseppe II d'Asburgo-Lorena nel 1786
- Papa Pio X, fine XIX secolo[12]
- Papa Giovanni Paolo II, nel 1991[12]

## I miracoli e le grazie
La memoria popolare e le cronache del tempo riportano spesso la "miracolosità" del suolo delle Grazie. Dai più umili ai più illustri, molti sono stati riportati, come quello del coccodrillo o quello di San Bernardino da Siena, nel 1420, posò il mantello sulle acque del Mincio vicine alla chiesa e venne traghettato senza che si bagnasse verso Mantova per opera della Madonna.
A questa "miracolosità" si devono di conseguenza le grazie e quindi i doni per grazia ricevuta, gli ex voto; pare infatti che la chiesa in passato fosse letteralmente cosparsa di armi di ogni genere, bandiere e gonfaloni e che dal soffitto pendessero imbarcazioni, oltre ovviamente alle statue polimateriche dell'impalcata e le formelle in cera riproducenti parti del corpo che sono ancora presenti.
Molti di questi ultimi oggetti sono rappresentativi di un'epoca, di uno stile di vita, delle abitudini della vita rurale del luogo, della situazione sociale della campagna del 1400; mani e i piedi indicano guarigioni miracolose verosimilmente per lesioni provocate durante il lavoro nei campi (così come anche testimoniato dagli attrezzi e le tavolette votive presenti in altre zone della chiesa), gli occhi, i bubboni pestiferi, i cuori, i seni a riportarci a considerare l'importanza per una madre di allattare in un'epoca in cui non c'erano alternative al cibo materno.
Più recente è tutto il materiale votivo raccolto nel corridoio che porta alla sagrestia; si tratta di spade, sciabole e protesi di guerra e non, fino a quadretti di tutte le dimensioni con disegni di bambini, ricami, cuori di vari materiali (alcuni persino in argento), fotografie e lettere. Alcune tavolette con pitture ad olio sono state commissionate ad autori famosi, altre più umili e semplici sono state eseguite dai miracolati stessi, alcune sono state create da abili ricamatrici, altre ancora recano fotografie di intrecci di lamiera per incidenti automobilistici, tutte comunque testimoniano una situazione dolorosa superata e trasmettono l'angoscia prima e la gratitudine poi di chi le ha donate.
Una curiosità è la presenza anche del pallone che permise la promozione in serie A della squadra calcistica del Mantova nel 1961.

## I luoghi e la festa

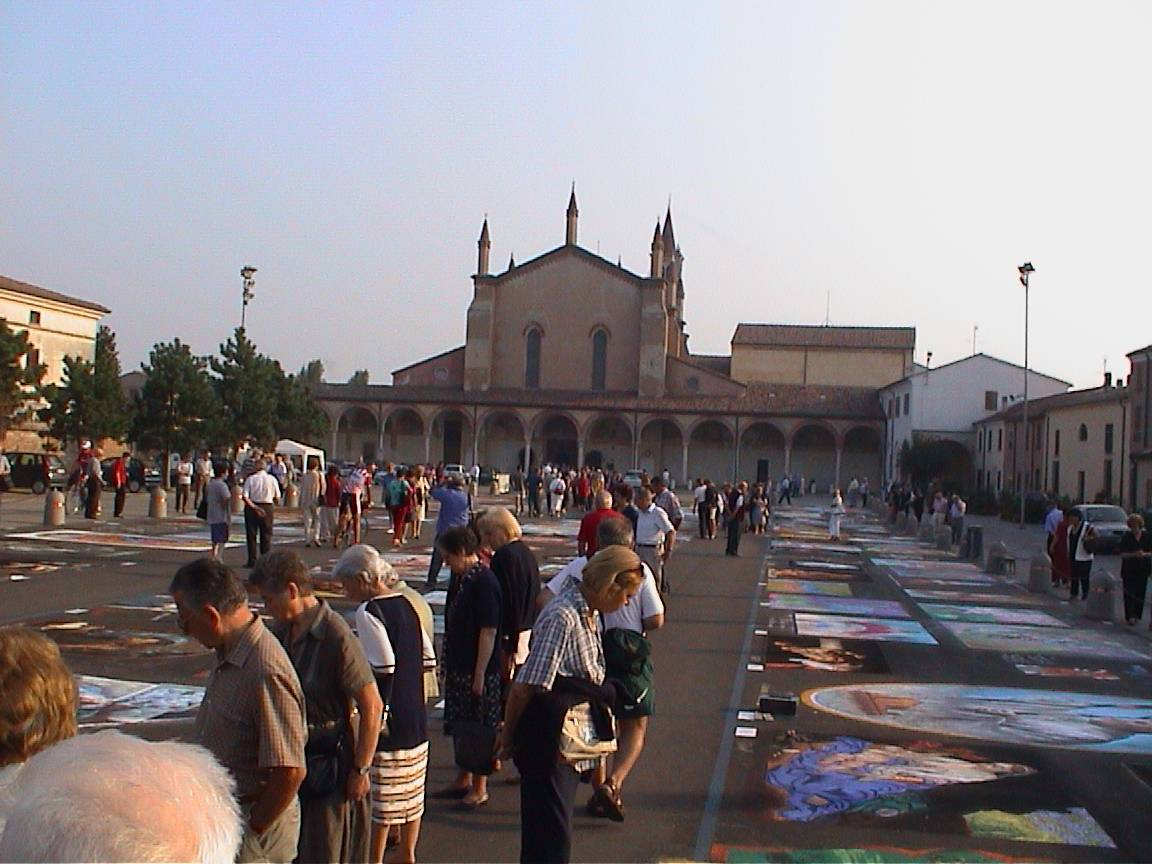
Opere dei Madonnari sul sagrato del santuario durante la fiera

L'11 agosto 1425 Gian Francesco Gonzaga, marchese di Mantova, con grida dichiarò il piazzale antecedente la chiesa luogo di "libero mercato di merci". Da allora, ogni Ferragosto, viene allestita la Fiera delle Grazie, un connubio tra sacro e profano, che costituisce un enorme laboratorio artistico all'aperto e un forte richiamo tradizionale per i mantovani. Proprio durante la grande festa del 14 e 15, si svolge l'annuale Incontro Nazionale dei Madonnari che raccoglie decine di artisti da tutto il mondo. I madonnari, pittori che dipingono con gessetti colorati sull'asfalto, creano grandi riproduzioni di quadri famosi d'arte sacra o immagini di propria fantasia dedicate alla Madonna o di stampo profano. 

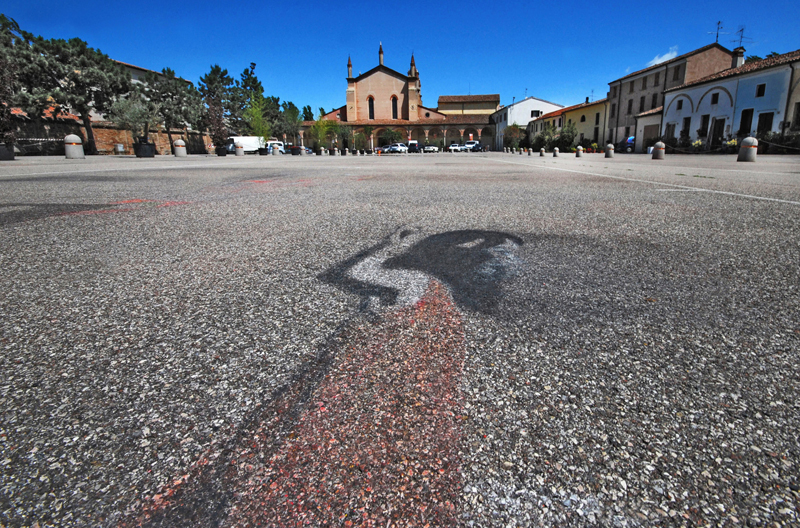
Il Santuario con le tracce dei Madonnari.

Il concorso prende il via la notte del 14 agosto. Il vescovo benedice i gessetti che gli artisti useranno e il loro lavoro continua imperterrito fino al pomeriggio di Ferragosto. Le opere lasciate poi in balia degli eventi atmosferici, sono destinate a sciogliersi al primo acquazzone, rimanendo fedeli, nella loro stesura iniziale, solo negli scatti fotografici delle centomila, duecentomila persone che ogni anno la piccola frazione ospita.
Ancora oggi è frequente l'usanza di raggiungere a piedi il sagrato delle Grazie, proprio nei giorni di Ferragosto, come voto alla Madonna o dopo aver ricevuto una grazia. La Fiera delle Grazie però è anche bancarelle, giostre, spettacolo pirotecnico e il tipico appuntamento col cotechino (cibo tipico della fiera nonostante il caldo d'agosto), è quindi su tutti i fronti un incontro genuino tra fedeli, curiosi, devoti, tradizione e entusiasmo popolare, un po' come la basilica che la ospita.

## Nella cultura di massa
L'interno del Santuario delle Grazie di Curtatone è il luogo designato dal regista Bernardo Bertolucci per parte delle riprese del suo epocale film Novecento. Nel cosiddetto 'atto primo', alcuni dei padroni locali si ritrovano nella chiesa per discutere di come affrontare l'impellente sciopero contadino. Viene mostrato anche l'esterno della chiesa, dalla prospettiva di alcuni cacciatori di anatre che navigano sul vicino Mincio.
L'interno della chiesa del santuario compare anche nello sceneggiato televisivo del 1982 La Certosa di Parma, in cui rappresenta però una chiesa della città emiliana.